# Windrispe
Eine Windrispe (kurz Rispe) ist im Bauwesen eine aus Holz (Dachlatten oder Brettern) oder Flachstahlband hergestellte diagonale Versteifung der hölzernen Dachkonstruktion.

## Funktion und Verwendung
Windrispen dienen als Längsaussteifung zur Vermeidung des Umklappens einer Dachkonstruktion in Längsrichtung beim Aufrichten und im aufgebauten Zustand.
In Ruhelage des Dachs sollten auf die Windrispe keine Kräfte wirken. Beansprucht wird sie in erster Linie, wenn in Längsrichtung des Daches wehender Wind Druck und Sog auf die Giebelflächen ausübt.
In älteren Dachkonstruktionen (vor allem Kehlbalkendächern ohne Dachstuhl) wurden Windrispen als unter die Sparren genagelte Bretter oder stärkere Latten ausgeführt. Im Pfettendach und bei Dachkonstruktionen mit Dachstuhl kann auf Windrispen verzichtet werden, wenn Kopfbänder die längsaussteifende Funktion übernehmen.
Eine einzelne hölzerne Windrispe pro Dach kann ausreichen, da sie im Gegensatz zum Windrispenband nicht nur Zug-, sondern auch Druckkräfte aufnehmen kann.
Da hölzerne Windrispen in der Regel an der Unterseite der Sparren befestigt werden, können sie beim späteren Dachausbau an dieser Stelle hinderlich sein. Bei Verlegung oberhalb der Sparren in der Ebene der Konterlatten würde jedoch die Unterlüftung der Dachdeckung be- oder verhindert, die durch die Konterlattung ermöglicht werden soll.
Wird eine moderne Dachkonstruktion auf der Innen- oder Außenseite der Sparren mit Holzwerkstoff- oder Holzfaserplatten beplankt, so können diese Platten die Funktion der Längsaussteifung des Daches übernehmen. Dies ist vor allem dann vorteilhaft, wenn im Dach größere Ausschnitte oder mehrere Gauben vorgesehen sind, bei denen Windrispen im Wege wären.

### Windrispenbänder
Heute werden überwiegend gelochte Flachstahlbänder als Windrispenbänder oberhalb der Sparren verlegt, die in der Regel diagonal über die gesamte Dachfläche verlaufen. Es müssen mindestens zwei Windrispenbänder so verlegt werden, dass sie bei Durchsicht durch die Dachfläche ein Kreuz bilden. Entweder werden zwei Bänder auf einer Dachfläche über Kreuz verlegt oder es wird auf der zweiten Dachfläche ein Band mit gegenläufiger Neigung zum ersten Band verspannt.
Wenn mit größeren Windlasten zu rechnen ist, werden auf beiden Dachflächen jeweils zwei Bänder über Kreuz verlegt.
Zum straffen Verspannen des Windrispenbands werden verschiedene Spannvorrichtungen wie Spannschlösser, Spanngeräte und Spannzangen angeboten. Je nach Situation kann das Verspannen des Bandes auch mittels Spanngurt vorgenommen werden. Bei kleinen Dächern wird oft ganz darauf verzichtet.
Die Bemessung von Windrispen erfolgte bislang nach der DIN 1052, die inzwischen größtenteils abgelöst wurde durch die DIN EN 1995-1-1 mit dem dazugehörigen nationalen Anhang DIN EN 1995-1-1/NA.

Bildbeispiele
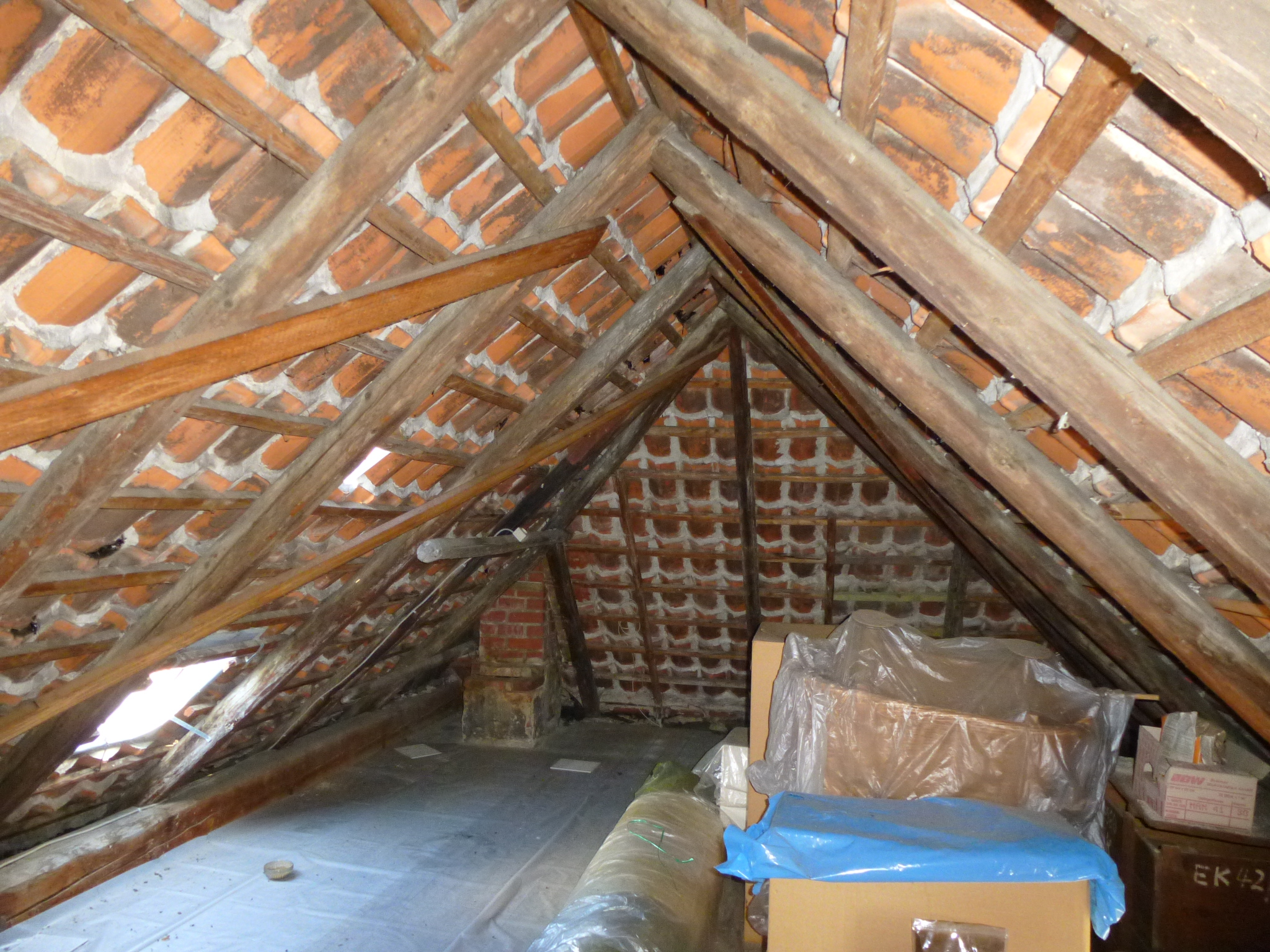
Windrispen, hier als nachträchlich diagonal untergenagelte Bretter in einem historischen Dachwerk